# San Juan Evangelista (Donatello)
San Juan Evangelista es una escultura de mármol de Donatello(210x88x54 cm) esculpida para la antigua fachada del Duomo de Florencia y en la actualidad se conserva en el Museo dell'Opera del Duomo. Data de 1409-1411 y fue el modelo más directo para el Moisés de Miguel Ángel.

## Historia
La catedral encargó la estatua del Evangelista sedente a Donatello, mientras que fueron talladas por Nanni di Banco el San Lucas, San Mateo por Bernardo Ciuffagni y San Marcos por Niccolò di Piero Lamberti, todos se encuentra en la misma sala del museo. La serie adornaba cuatro hornacinas dispuestas en los lados del portal central de la destruida fachada, como se puede ver en un dibujo de Bernardino Poccetti. Inicialmente se pensó convocar un concurso entre Nanni di Banco, Donatello y Niccolò di Piero Lamberti para seleccionar el mejor trabajo y dar a su creador el encargo de esculpir la estatua de la última serie, pero dado el tiempo largo de ejecución de las obras, el proyecto ya fue archivado  
A Donatello se le ofreció una capilla en la catedral para esculpir su evangelista. En julio de 1410, cerró la capilla sin haber terminado el trabajo, para cumplir con los numerosos encargos que tenía Donatello, hasta el abril de 1415 que recibió en su casa una notificación donde se le ordenaba completar el trabajo dentro del mismo año, bajo una carga de 25 florines si no cumplía. El artista se dedicó a completar el trabajo, completándolo en octubre de ese año, por lo que recibió un pago de 160 florines.

## Descripción

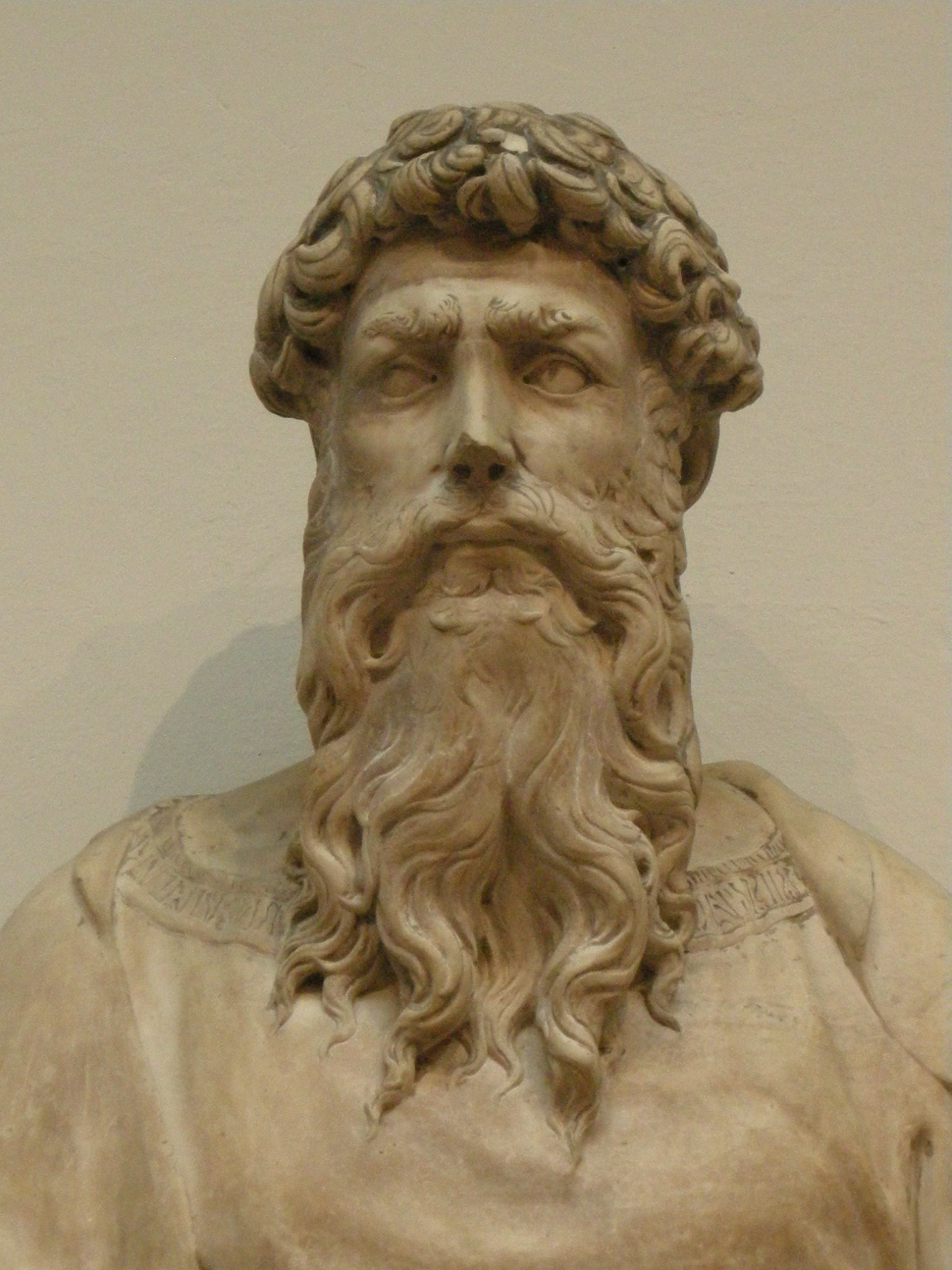
Detalle del rostro de San Juan Evangelista

Donatello, en esta escultura demostró un manierismo gótico tardío, y no sólo con las referencias a la composición de estatuas antiguas, también en la búsqueda de la expresión de una verdadera humanidad y verdad. 
El santotóro está representado sentado, con el atributo heredado del mandato sagrado de Monte Rey del libro de Montélio y de pie, sobre una pierna, con la mano izquierda. Las vestiduras parecen a anteriores esculturas de Donatello como el "l'Orinari da Mari' por eso crean fuertes efectos de claroscuro, con grandes pliegues, especialmente en la parte inferior, que aumentan el sentido de los volúmenes de las extremidades. Los hombros son curvos con los brazos inertes y abandonados, se simplifica el busto geométricamente por medio de una línea semicircular. Fuerte énfasis le dio a las poderosas manos, talladas con la base de un estudio cuidadoso del natural. 
La cabeza, con barba y con un espeso pelo rizado, girada hacia la derecha tiene una mirada fija e intensa, creando una sensación de energía, que mantiene en sus mejores obras Donatello, como la del San Marcos y San Jorge, talladas en esos años. Las cejas son gruesas y ligeramente juntas en expresión concentrada, gran relieve tienen también, las profundas arrugas horizontales en la frente y la boca apretada, tal vez inspirado en una cabeza del Júpiter Capitolino.